# 59 Елпида
59 Елпида (енгл. 59 Elpis) је астероид главног астероидног појаса са пречником од приближно 164,80 km.
Афел астероида је на удаљености од 3,032 астрономских јединица (АЈ) од Сунца, а перихел на 2,396 АЈ.
Ексцентрицитет орбите износи 0,117, инклинација (нагиб) орбите у односу на раван еклиптике 8,633 степени, а орбитални период износи 1633,470 дана (4,472 године).
Апсолутна магнитуда астероида је 7,93 а геометријски албедо 0,043.
Астероид је откривен 12. септембра 1860. године.